# 腕神経叢ブロック
腕神経叢ブロック（わんしんけいそうブロック、英: Brachial plexus block）は区域麻酔の一手法で、上肢の手術において、全身麻酔に代わって、または全身麻酔に併用して実施される。腕神経叢の近くに局所麻酔薬を注射し、上肢の感覚神経と運動神経の伝導・伝達を一時的に遮断する方法である。全身麻酔の代替として用いる場合には、患者は手術の間、完全に覚醒したまま過ごすこともできるが、必要に応じて軽く眠ることもできる。
腕神経叢ブロックにはいくつかのアプローチ方法がある。手術の内容によって腕神経叢のどのレベルに局所麻酔薬を注射するか、あるいはカテーテルを留置するかを検討し、どのアプローチ方法を採るかを選択する。たとえば、頸部で実施する斜角筋間ブロックはほぼ完全な術後鎮痛を提供できると考えられている。 他に鎖骨のすぐ頭側で実施する鎖骨上ブロック 、鎖骨のすぐ尾側で実施する鎖骨下ブロック、腋窩で実施する腋窩ブロックがある。

## 適応
全身麻酔は近年安全性が高まっているが、低血圧や心拍出量の低下は有害であり、中枢神経抑制、呼吸抑制、気道反射(咳など)の喪失が生じ得る。気管挿管や機械換気も必要となり、麻酔薬の残存による害が生じる可能性もある。腕神経叢ブロックは全身麻酔を避けて単独で手術を行い得るため、全身麻酔に伴う合併症や副作用を回避できるという重要な利点がある。腕神経叢ブロックにリスクがないわけではないが、通常、全身麻酔よりも臓器への影響は少ない。 
手術における麻酔に腕神経叢ブロックを選択する際は、以下の基準がすべて満たされることがのぞましい。
- 手術が肩の中央から指の間の領域に限定されると予想されること
- ブロックを実施する上で禁忌、すなわちブロック実施予定の部位の感染、重大な出血傾向、不安、局所麻酔薬に対する過敏症やアレルギー（英語版）など、がないこと
- 外科手術の直後に、ブロックを実施する神経の神経学的評価（英語版）を行う必要がないこと
- 患者が、他の選択可能かつ妥当なアプローチよりも、腕神経叢ブロックの実施を希望すること

## 解剖
腕神経叢は頚神経(C5-C6-C7-C8)と胸神経(T1)、それぞれの神経根の腹側枝によって形成され、時にはC4とT2がわずかではあるが関与する。腕神経叢ブロックには前述の通り複数のアプローチがあり、近位から遠位へむかって斜角筋間アプローチ、鎖骨上アプローチ、鎖骨下アプローチ、腋窩アプローチの順である。深頸筋膜から腋窩まで伸びる神経血管束を鞘が取り囲んで腕神経叢を形成している。

## 手技
腕神経叢ブロックは通常、麻酔科医によって行われる(日本では整形外科医によってもよく行われる)。最適なブロックを達成するためには、局所麻酔薬の注入時に針の先端が神経叢の近くにある必要がある。正確に針の位置をコントロールするために、ポータブル超音波診断装置での神経の同定、神経刺激装置の活用、経動脈法、パレステジアを誘発して神経の位置を確認する方法がとられている。 針が神経に近づいたり、神経に接触したりすると、被験者は腕、手、または指にパレステジア (突然のチクチクする感覚、しばしば「ピンと針」または電気ショックのような感覚と表現される) を知覚する可能性がある。このような感覚異常の誘発点の近くに注射すると、良好なブロックが得られやすい。 末梢神経刺激装置を適切な針に接続すると、針の先端からの電流の放出が可能となる。針の先端が運動神経に近づいたり、接触したりすると、神経支配領域の筋肉の特徴的な収縮が誘発されることがある。 最新のポータブル超音波診断装置を使用すると、ブロックする神経、隣接する解剖学的構造、神経に接近していく際の針など、身体内部の解剖学的構造が可視化できる。超音波ガイド下注射中に神経を取り囲むように局所麻酔薬が注入されるのが見えれば、ブロックの成功が予測できる。 手術部位ごとの適切なブロックを次の表に示す。
| 手術部位 | 斜角筋間 | 鎖骨上 | 鎖骨下 | 腋窩1 |
| -------- | -------- | ------ | ------ | ----- |
| 肩2      | ++       | +3     |        |       |
| 上腕2    | +        | ++     | +      |       |
| 肘2      |          | ++     | ++     | +     |
| 前腕2    |          | +      | ++     | ++    |
| 手2      |          | +      | +      | ++    |

1. 筋皮神経ブロックも必要
2. 術中鎮痛のためにはT1-T2 も含まれねばならない
3.術中鎮痛のためには C3-C4 も含まれねばならない

### 斜角筋間ブロック

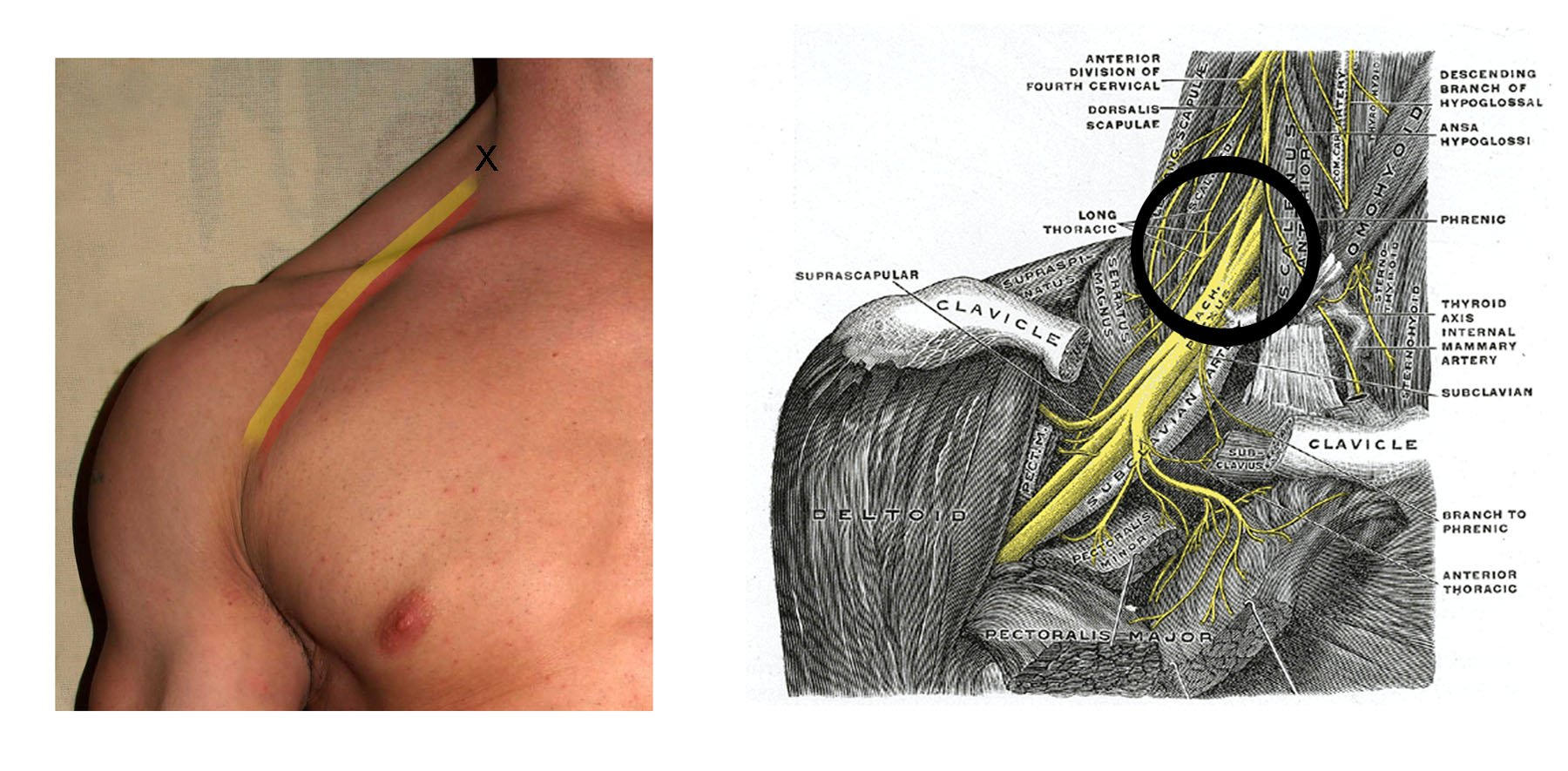
左：赤線は鎖骨下動脈の走行、黄線は腕神経叢、"X "は斜角筋間ブロックを行う際の針の刺入部位を示す。右：右側頸部の他の重要な解剖学的構造との関連における腕神経叢の走行の図。

斜角筋間ブロックは、輪状軟骨の高さで前斜角筋と中斜角筋の間の溝を通る腕神経叢の神経に局所麻酔薬を注射することによって行われる。このブロックは、鎖骨、肩、および上腕の手術の麻酔と術後鎮痛に特に有用である。このブロックの利点は、肩の部分を素早くブロックできることと、比較的容易に触知できる解剖学的ランドマークが確認できることである。欠点としては、尺骨神経領域の麻酔が不十分であるため、前腕や手の手術では信頼性の低いブロックであることが挙げられる。
副作用
一時的な胸部横隔膜の不全運動麻痺(一時的な機能障害）は、斜角筋間または鎖骨上腕神経叢ブロックを受けたほぼすべての人に生じる。このような人には、肺機能検査で重大な呼吸障害が見いだされることがある。重症の慢性閉塞性肺疾患など特定の人では、ブロックの効果が消失するまで、気管挿管と機械換気が必要な呼吸不全に陥ることがある。局所麻酔液が頭側に移動して星状神経節をブロックした場合、ホルネル症候群がみられることがある。これは嚥下障害や声帯麻痺を伴うことがある。しかし、これらの徴候や症状は一過性であり、長期的な問題となることはあまりないが、効果が治まるまでは患者にとって大きな苦痛となり得る。
禁忌
禁忌は、重度の慢性閉塞性肺疾患、ブロックと反対側の横隔神経が麻痺している場合などである。

### 鎖骨上ブロック
鎖骨上ブロックは、1回の注射で腕で深い麻酔効果が迅速に発現するため、上腕骨下部から手までの腕と前腕の手術に理想的である。腕神経叢はC5-T1神経根が形成する幹のレベルで最も細いので、このレベルの神経ブロックは腕神経叢のすべての枝をブロックする可能性が最も高い。そのため、効果発現が迅速で、肩以外の上肢の手術や鎮痛での成功率が高い。
局所麻酔薬を注入する適切な位置の体表の目印は、胸鎖乳突筋の外側で鎖骨の上方にあり、一般的には第1肋骨が針を進めてよい下限とされている（このレベルが胸膜腔ないしは肺の最上部に相当する）。鎖骨直上で鎖骨下動脈を触診または超音波で確認することは、このレベルで動脈の外側にある腕神経叢の位置を確認する上で有用な解剖学的指標となる。腕神経叢には、パレステジアの誘発、末梢神経刺激装置の使用、または超音波ガイド下で到達できる。
斜角筋間ブロックと比較して、鎖骨上ブロックは正中神経、橈骨・尺骨神経、筋皮神経をより完全に遮断するにもかかわらず、術後鎮痛を改善することはない。しかし、鎖骨上ブロックは斜角筋間ブロックよりも効果発現が速く、副作用も少ないと考えられる。鎖骨下ブロックや腋窩ブロックと比較すると、上肢の手術で十分な麻酔が得られるかどうかは、鎖骨上ブロックとほぼ同じである。
すべての患者に横隔膜片麻痺が生じる斜角筋間ブロックとは異なり、鎖骨上ブロックでは半数程度にしかこの副作用が生じない。鎖骨上ブロックの欠点は気胸のリスクで、パレステジアや末梢神経刺激装置による神経同定を行った場合、1％～4％と推定されている。超音波ガイドにより、術者は第1肋骨と胸膜を可視化できるため、針が胸膜に刺さらないようにすることができ、これにより気胸のリスクが減少すると推測される。

### 鎖骨下ブロック

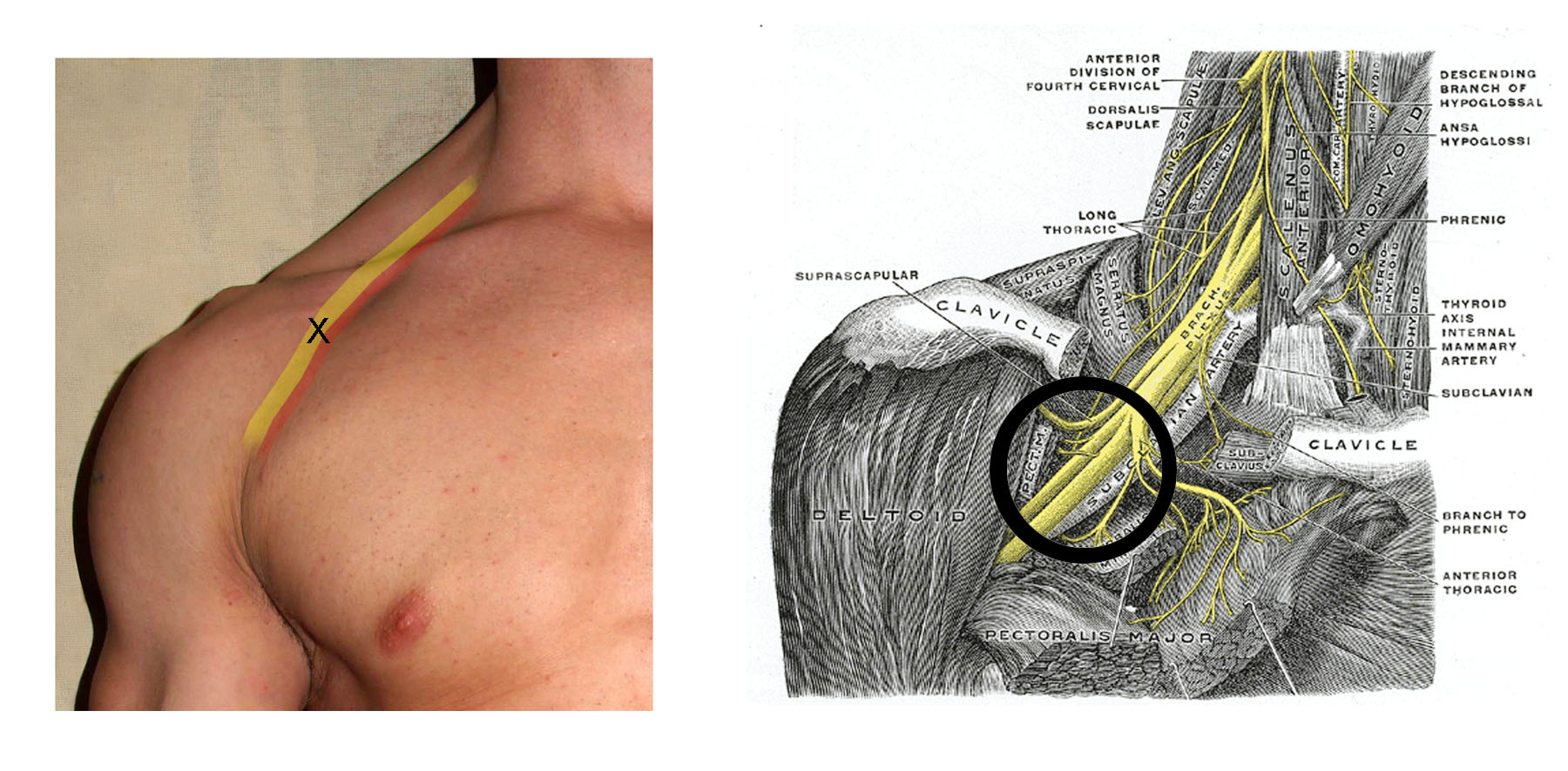
左：赤線は鎖骨下動脈の走行、黄線は腕神経叢、「X」は鎖骨下ブロックを行う際の針の刺入部位を表す。右：腕神経叢の走行と鎖骨下窩の他の重要な解剖学的構造との関係図。

鎖骨下ブロックでは、末梢神経刺激装置を用いて神経の位置を確認する場合、二重刺激の方が一重刺激よりも優れていることが、現在のエビデンスから示唆されている。腋窩ブロックの多刺激法と比較すると、鎖骨下ブロックは同程度の効果がある。しかし、鎖骨下ブロックの方が、実施時間が短く、患者にとって処置に関連した痛みが少ないようである。

### 腋窩ブロック

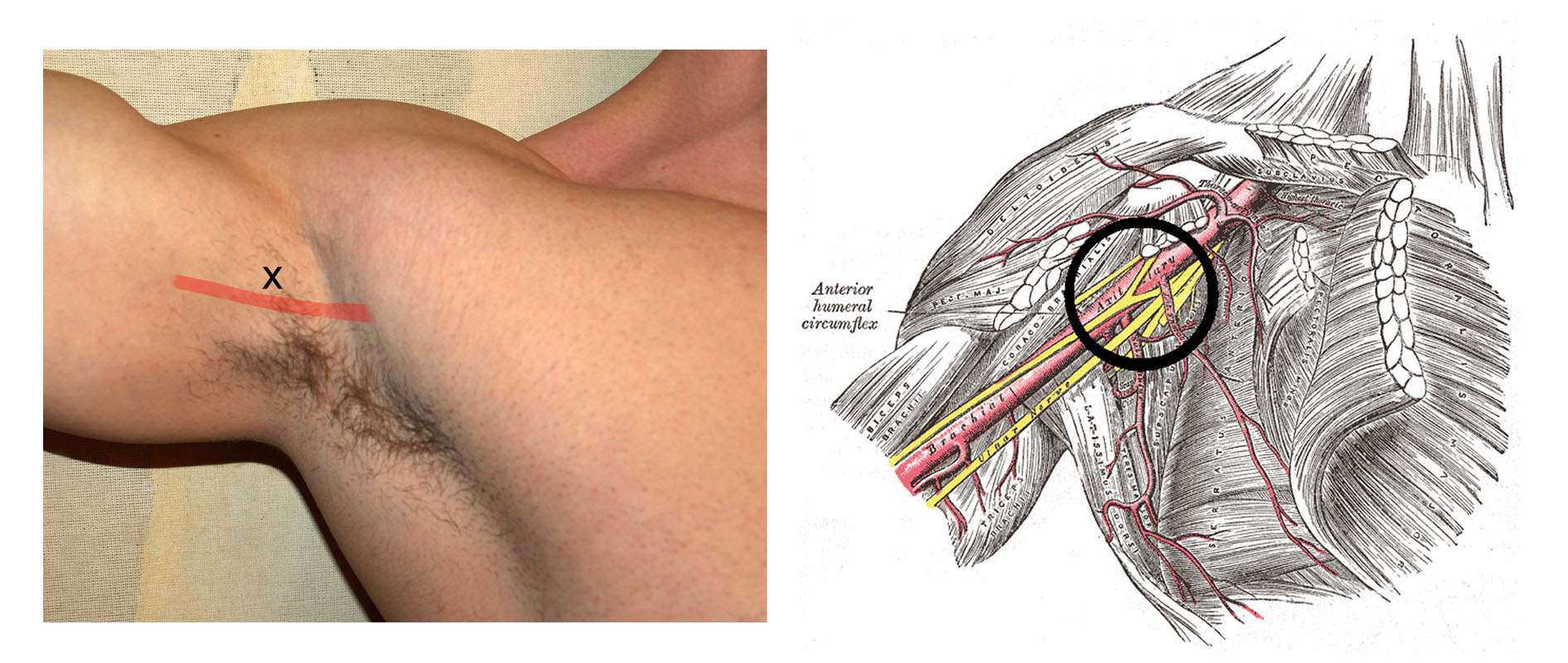
左：赤線は腋窩動脈の走行、"X "は腋窩ブロック時の針の刺入部位を示す。右：右腋窩の腕神経叢に関連する腋窩動脈の走行の図。

腋窩ブロックは、肘、前腕、手首および手の手術の術中・術後鎮痛に特に有用である。腋窩ブロックはまた、腕神経叢への4つの主要なアプローチの中で最も安全であり、横隔神経麻痺の危険性がなく、気胸を引き起こす可能性もない。腋窩において、腕神経叢の分枝と腋窩動脈は、深頸筋膜の続きである腋窩線維鞘に覆われている。よって、触知しやすい腋窩動脈は、このブロックの信頼できる解剖学的目印(ランドマーク)となり、この動脈の近くに局所麻酔薬を注入すると、腕神経叢の良好なブロックが得られることが多い。腋窩ブロックは、その手軽さと比較的高い成功率から、一般的に行われている。
腋窩ブロックの欠点には、筋皮神経領域の麻酔が不十分であることが挙げられる。この神経は上腕二頭筋、上腕筋、および烏口腕筋に運動を支配し、その枝の1つ(外側前腕皮神経)は前腕の皮膚の感覚を支配している。筋皮神経を見逃した場合、この神経を別にブロックする必要があるかもしれない。これは、末梢神経刺激装置を用いて、烏口腕筋を通過する神経の位置を確認すればブロックできる。肋間上腕神経（第2および第3肋間神経の枝）も、腋窩ブロックでは漏れることが多い。これらの神経は上腕と腋窩の内側と後側の皮膚の感覚を支配しているため、上腕でターニケットを使用すると鎮痛が不十分となる可能性がある。 腋窩の上腕の内側面に局所麻酔薬を皮下注射すると、これらの神経をブロックすることによって、患者が上腕のターニケットに耐えられるようになる。
単回注射法では、筋皮神経および橈骨神経の支配領域のブロックは不確実である。現在のエビデンスでは、筋皮神経、正中神経、橈骨神経に注射する三点刺激法が腋窩ブロックの最良の手技であることが示唆されている。

## 神経の同定方法
腕神経叢ブロックは100年以上前から行われているが、神経の同定においてある方法が他の方法より優れているという主張を裏付ける明確なエビデンスはまだない。しかし、ポータブル超音波診断装置の使用により、「ブラインド」アプローチでは検出できなかったであろう、異常な解剖学的構造を検出した症例報告は数多くある。一方、超音波の使用は術者に誤った安心感を与え、特に針先が常に十分に可視化されていない場合、過誤を引き起こす可能性がある。
斜角筋間ブロックの場合、パレステジアを誘発する方法より、神経刺激によって優れた麻酔効果が得られるかどうかは明らかではない。しかし、局所麻酔薬の広がりを追跡するために超音波を使用した最近の研究では、神経叢の下根でもブロックの成功率が（神経刺激装置だけで行ったブロックと比較して）向上していることが実証されている。
鎖骨上ブロックでは、最小閾値0.9 mAの神経刺激で信頼性の高いブロックが可能である。超音波ガイド下鎖骨上ブロックは、末梢神経刺激装置ガイド下ブロックに代わる安全な方法であることが示されているが、超音波ガイド下ブロックがより良いブロックを提供し、合併症が少ないことを支持するエビデンスは乏しい。超音波ガイドと神経刺激を併用することで、鎖骨上ブロックの実施時間を短縮できることを示唆するいくつかのエビデンスはある。
腋窩ブロックでは、神経刺激法であれ超音波ガイド法であれ、複数回注射することで成功率が大きく向上する。

## 持続注入
単回注入法の腕神経叢ブロックの持続時間は、一般に45分から24時間までと非常に幅が広い。ブロック時間は、カテーテル留置で延長することができ、このカテーテルは、局所麻酔液を持続的に投与するための機械的または電子的注入ポンプに接続することができる。カテーテルは、神経ブロックの希望部位に応じて、斜角筋間、鎖骨上、鎖骨下、または腋窩に挿入することができる。腕神経叢の特定の枝は、肩甲上神経などのように個別にブロックすることもできる。局所麻酔薬の注入は、一定流量になるようにプログラムすることも、患者管理鎮痛法(PCA)にすることも可能である。場合によっては、手術を行った施設を退院した後も、自宅でカテーテルや薬液を維持することができる(日本では一般的では無い)。

## 合併症
皮膚構造の破壊を伴う、すなわち他の侵襲的処置と同様に、腕神経叢ブロックは感染や出血を伴うことがある。抗凝固剤を使用している人では、出血に関連する合併症のリスクが高くなる。
腕神経叢ブロックに関連する合併症として、動脈内または静脈内注入があり、局所麻酔薬中毒に至ることがある。これは、痙攣発作、中枢神経抑制、昏睡などの重篤な中枢神経系の問題が特徴である。局所麻酔薬の毒性による心血管系への影響には、心拍数の低下および循環系に血液を送り出す能力の低下が含まれ、循環虚脱に至ることがある。重症の場合、不整脈、心停止および死亡すら発生することもある。その他、稀ではあるが、腕神経叢ブロックによる重篤な合併症として、気胸や横隔神経麻痺の遷延がある。
鎖骨間および鎖骨上ブロックに伴う合併症には、くも膜下または硬膜外腔への局所麻酔薬の偶発的注入があり、呼吸不全を引き起こす可能性がある。
鎖骨の高さでは肺と腕神経叢が近接しているため、このブロックに最もよく関連する合併症は気胸で、そのリスクは6.1%と高いものである。鎖骨上ブロックのその他の合併症としては、鎖骨下動脈の穿刺、および局所麻酔薬の拡散による星状神経節、横隔神経および反回神経の麻痺がある。

## 代替手段
腕神経叢ブロックの代替案として、状況に応じて、全身麻酔、監視下麻酔管理(Monitored Anesthesia Care (MAC))、Bierブロック、局所麻酔などがある。

## 歴史
1855年、フリードリヒ・ゲードケ(1828 - 1890)は、最初にコカの最も強力なアルカロイドであるコカインを化学的に単離した。ゲードケはこの化合物を「エリスロキシリン」と命名した。1884年、オーストリアのカール・コラー (眼科医)が、2％のコカイン溶液を自分の目に滴下し、針で目を刺して局所麻酔薬としての効果を確かめた。この実験結果は、数週間後、ハイデルベルク眼科学会の年次集会で発表された。翌年には、アメリカの外科医ウィリアム・ハルステッド（1852 - 1922）が最初の腕神経叢ブロックを行った。ハルステッドは、頸部を外科的に切開し、コカインを腕神経叢に塗布した。1900年1月、脳外科医ハーヴェイ・クッシング（1869 - 1939、-当時ハルステッド門下のレジデント-)は、肉腫のために肩甲胸郭間切断を行う際に、上腕神経叢を切断する前にコカインを塗布した。
最初の経皮的鎖骨上ブロックは、1911年にドイツの外科医ディートリヒ・クーレンカンプ (1880 - 1967)が行ったのが最初である(クーレンカンプ法としてその名を残す)。彼の先輩であるアウグスト・ビア(1861 - 1949）が1898年に脊髄くも膜下麻酔を行ったように，クーレンカンプは自らに鎖骨上ブロックを行った。その後，ゲオルク・ヒルシュ(独: Georg Hirschel、1875 - 1963）が腋窩から腕神経叢への経皮的アプローチについて述べた。1928年、クーレンカンプとPerskyが1000回のブロックを行い、大きな合併症を起こさなかった経験を発表した。彼らは、患者をファウラー位または仰臥位で肩に枕をはさんでブロックすると記述した。針は鎖骨下動脈の脈が感じられる鎖骨の中間点の上に刺し、針先は第2または第3胸椎の棘突起に向けて進められた。
1940年代後半になると、平時および戦時中の手術における腕神経叢ブロックの臨床経験が豊富になり 、この手技の新しいアプローチが記述されるようになった。たとえば，1946年にF. Paul Ansbroが初めて持続腕神経叢ブロック法について述べた。彼は鎖骨上窩に針を刺し，注射器に接続したチューブを取り付けて，そこから局所麻酔薬を徐々に注入した。鎖骨下血管周囲ブロックは1964年にWinnieとCollinsによって初めて報告された。この方法は、従来のクーレンカンプ法に比べて気胸のリスクが低いため、一般的になった。鎖骨下アプローチは1973年、Rajによって初めて発表された。1977年、Selanderは腋窩に固定した静脈カテーテルを用いて持続的に腕神経叢をブロックする技術を発表した。